# 薄扶林公共圖書館

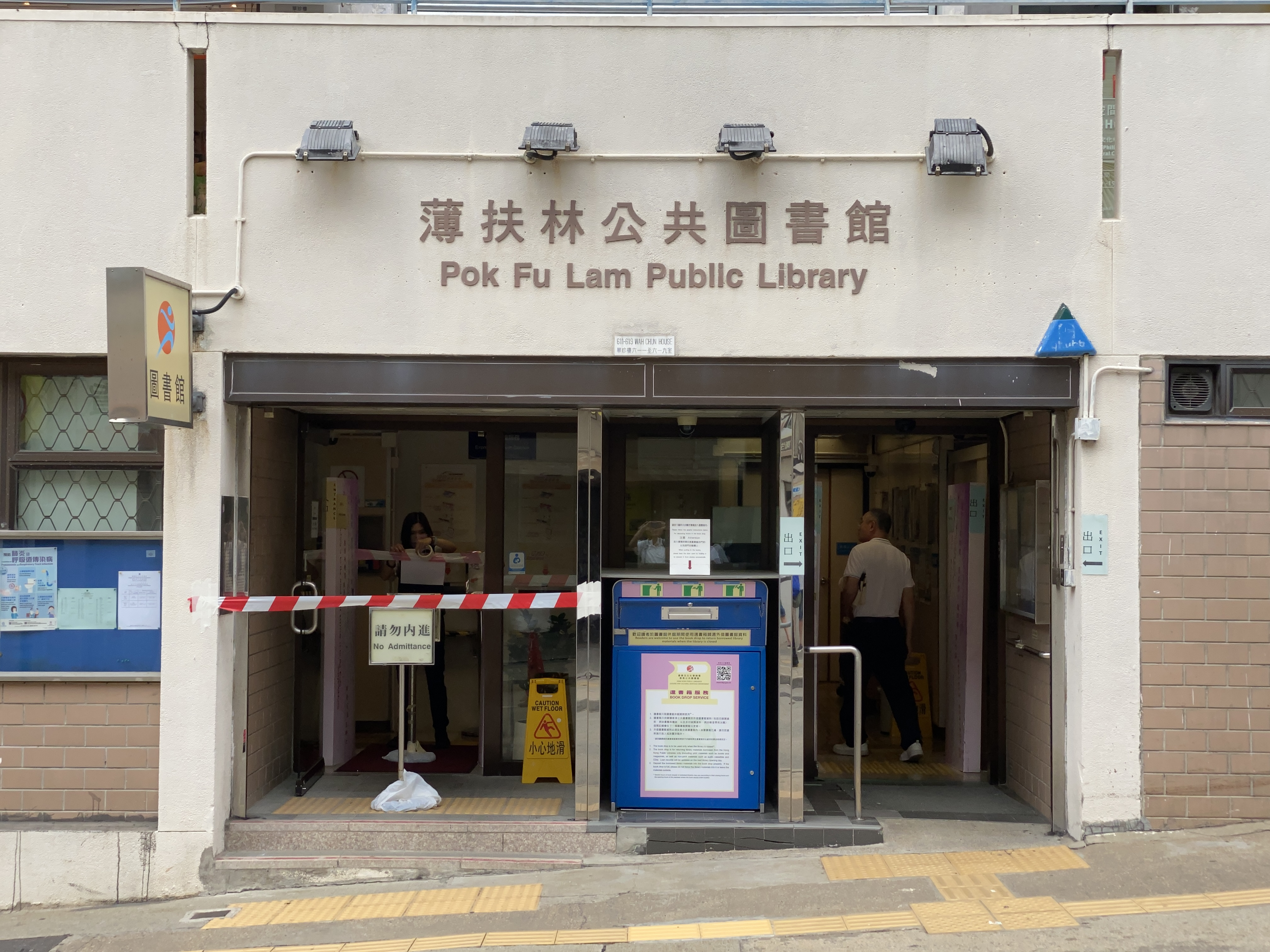
薄扶林公共圖書館

薄扶林公共圖書館（英語：Pok Fu Lam Public Library）是在香港的一間公共圖書館，位於華富邨華珍樓611-619室，面積約600平方米，經常性開支每年640萬。在1970年12月18日啟用，是少數設於公共屋邨裡的圖書館，亦是唯一一個配備學生自修室的小型圖書館。
2024年到訪薄扶林公共圖書館約10萬人次，每年借書量約12萬。

## 歷史
圖書館啟用時有兩層，為配合香港仔公共圖書館啟用而刪減至一層。
因應華富邨重建計劃，薄扶林公共圖書館將會遷移至雞籠灣北接收屋邨用地。

## 開放時間
| 開放時間 | 開放時間  | 開放時間  |
| -------- | --------- | --------- |
| 星期一   | 1000-1900 | 1000-1900 |
| 星期二   | 1000-1900 | 1000-1900 |
| 星期三   | 1000-1900 | 1000-1900 |
| 星期四   | 休息      | 休息      |
| 星期五   | 1000-1900 | 1000-1900 |
| 星期六   | 1000-1700 | 1000-1700 |
| 星期日   | 1000-1700 | 1000-1700 |
| 公眾假期 | 1000-1300 | 1000-1300 |

## 外部連結
- 香港公共圖書館 - 薄扶林公共圖書館 （页面存档备份，存于）